# 더 컴백스
《더 컴백스》(영어: The Comebacks)는 2007년 개봉한 미국의 풍자 코미디 영화이다. 톰 브레이디가 감독하고, 에드 예이거와 조이 구티에레즈가 각본을 썼다. 이 영화는 영국, 그리스, 핀란드, 호주, 뉴질랜드에서는 Sports Movie라는 제목으로 불린다. 2007년 10월 19일 극장에 개봉되었다.

## 출연진
- 데이비드 케크너
- 칼 웨더스
- 멀로라 하딘
- 매슈 로런스
- 브룩 네빈
- 로버트 리샤드
- 노린 더울프
- 닉 서시
- 재키 롱
- 제시 가르시아
- 조지 백
- 마틴 스팬저스
- 저메인 윌리엄스
- 질리언 그레이스
- 에릭 크리스천 올슨
- 앤디 딕
- 데니스 로드먼
- 브래들리 쿠퍼
- 댁스 셰퍼드
- 존 그라이스
- 윌 아넷
- 케리 케니
- 로런스 테일러
- 마이클 어빈
- 스테이시 키블러
- 드루 러셰이
- 제이슨 스클라
- 랜디 스클라
- 프랭크 캘리엔도
- 피네스 미첼
- 존 샐리
- 섀넌 우드워드
- 에마 헤밍
- 데이비드 블루
- 케이시 샌더
- 모리스 러마시
- 로드니 솔즈베리

## 기타 제작진
- 총괄 제작: 애덤 F. 골드버그
- 공동 제작: 로라 그린리, 케빈 사베이, 마이클 슈라이버
- 협력 제작: 제프리 할래커
- 배역: 바버라 피오렌티노, 리베카 맨제리, 웬디 와이드먼
- 미술: 마크 피시켈라
- 의상: 샐버도어 퍼레즈 주니어